# مبارك سعد
مبارك سعد فنان تشكيلي ومصور فلسطيني (1880 – 1964) مارس الرسم والتصوير في القرن التاسع عشر.  لقد درس مبارك سعد الرسم والتصوير في إيطاليا في أوائل عشرينات القرن العشرين، ورسم – بورتريهات لشخصيات اجتماعية من القدس ومناظر طبيعية.